# Alozaina (kommunhuvudort)
Alozaina är en kommunhuvudort i Spanien.   Den ligger i provinsen Provincia de Málaga och regionen Andalusien, i den södra delen av landet, 400 km söder om huvudstaden Madrid. Alozaina ligger 380 meter över havet och antalet invånare är 2 251.
Terrängen runt Alozaina är lite bergig. Runt Alozaina är det ganska glesbefolkat, med 48 invånare per kvadratkilometer. Närmaste större samhälle är Coín, 11,7 km sydost om Alozaina. 